# Carvilia gracilis
Carvilia gracilis är en bönsyrseart som beskrevs av Johann Heinrich Kaltenbach 1996. Carvilia gracilis ingår i släktet Carvilia och familjen Mantidae. Inga underarter finns listade i Catalogue of Life.